# Pagaronia jenjouristi
Pagaronia jenjouristi är en insektsart som beskrevs av Anufriev 1970. Pagaronia jenjouristi ingår i släktet Pagaronia och familjen dvärgstritar. Inga underarter finns listade i Catalogue of Life.